# Валишоара (Клуж)
Валишоара (рум. Vălișoara) насеље је у Румунији у округу Клуж у општини Савадисла. Oпштина се налази на надморској висини од 531 m.

## Становништво
Према подацима из 2002. године у насељу је живело 112 становника, од којих су сви румунске националности.